# Autovelox

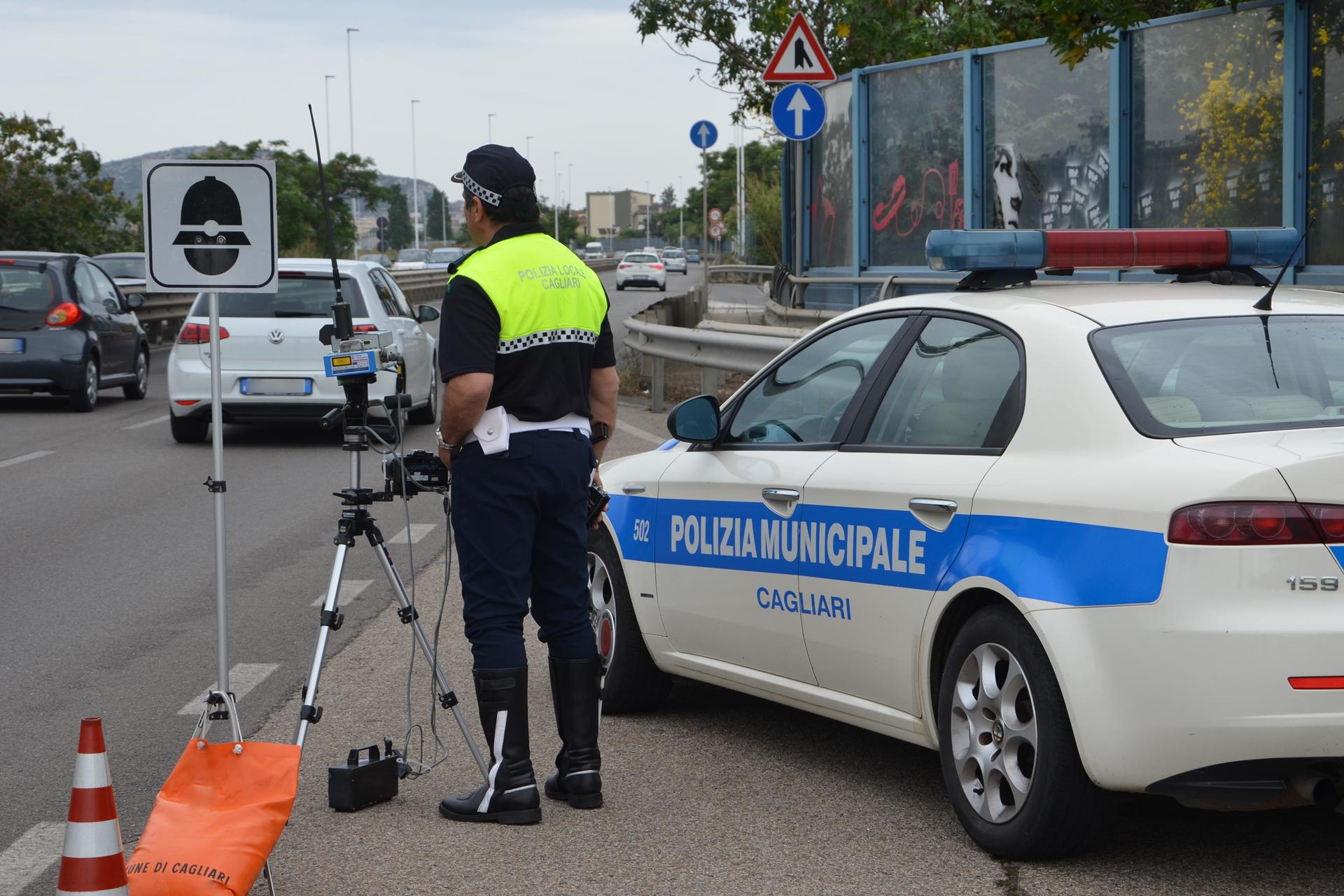
Un agente della polizia municipale di Cagliari utilizza un dispositivo Autovelox per la repressione dell'eccesso di velocità sull'Asse Mediano di Scorrimento cittadino.

L'autovelox (marchio registrato dell'azienda fiorentina Sodi Scientifica), velox o rilevatore di velocità, è un dispositivo utilizzato in Italia per il rilevamento della velocità dei veicoli su strada, e può essere di tipo fisso o mobile.

## Storia
Il primo modello di misuratore di velocità, prodotto dall'azienda tedesca Telefunken, fu messo a punto, prodotto in serie e installato sulle strade della Germania a partire dal 1957.
La commercializzazione degli Autovelox in Italia è cominciata nel 1972, come attrezzatura destinata alle forze dell'ordine, in particolare Polizia stradale e Polizia Municipale, per la rilevazione del superamento dei limiti di velocità sulle strade.
Nel tempo, per antonomasia, il marchio registrato Autovelox è divenuto genericamente un sinonimo di "misuratore di velocità dei veicoli" o "velocimetro".

## Tipi di autovelox
Esistono diversi tipi di autovelox, classificati in base al funzionamento.

### Apparati a fotocellule
Gli autovelox a fotocellula sono i più diffusi.
Dispongono solitamente di due fotocellule laser: il passaggio della testa di un veicolo attraverso il fascio della prima cellula, interrompendolo, dà inizio al rilevamento facendo partire un temporizzatore, mentre il passaggio attraverso il secondo fascio blocca il timer. Conosciuta la distanza tra le due cellule, la velocità è calcolata in funzione del tempo impiegato ad attraversare i due fasci {\displaystyle v={s \over t}}. Se la velocità rilevata supera il valore impostato, l'apparecchio provvede a scattare una fotografia del veicolo, che nei modelli attualmente in commercio è in formato digitale.

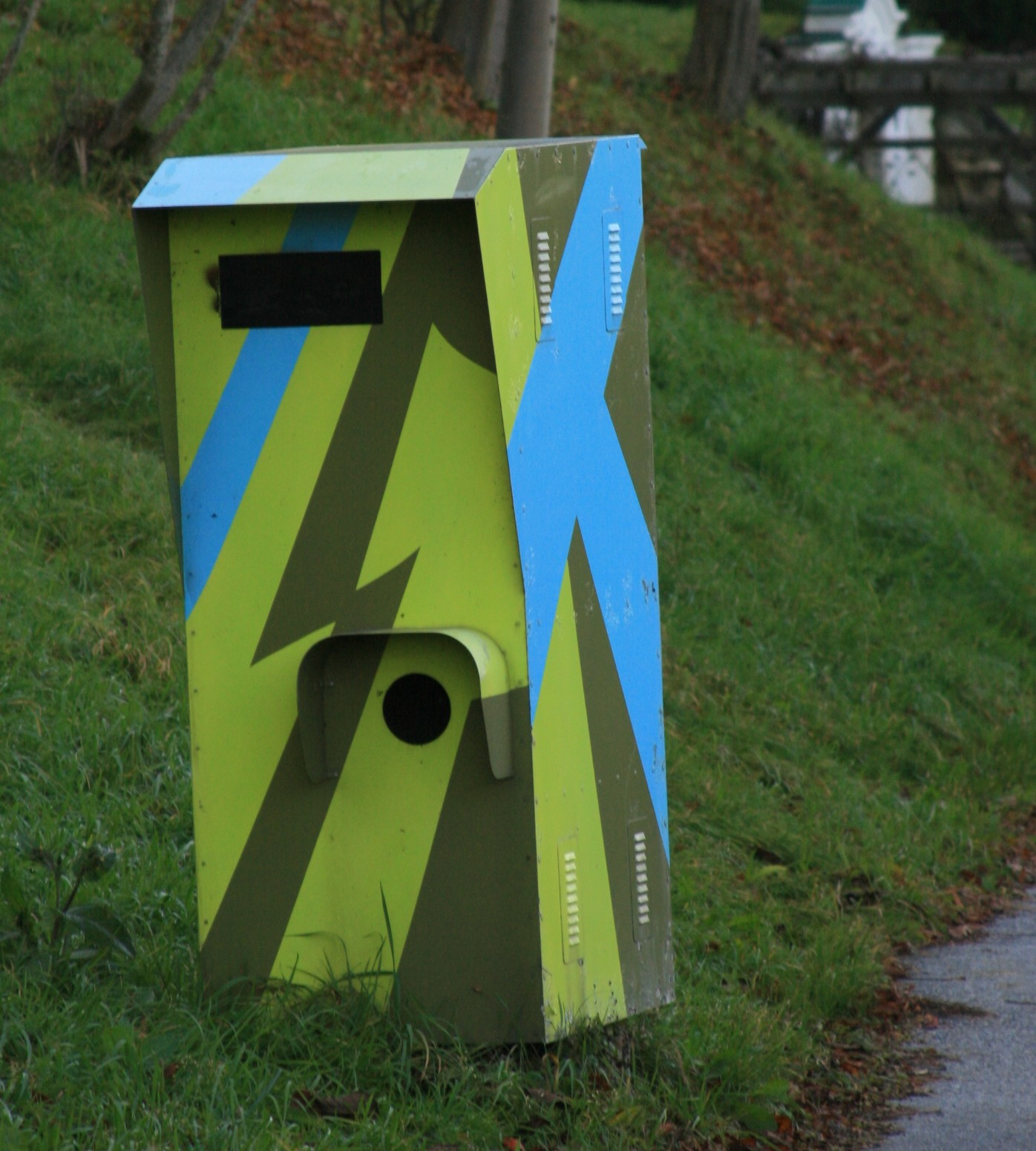
Autobox in Austria con verniciatura camouflage

Gli apparecchi a fotocellula sono adoperati negli autobox, postazioni fisse metalliche situate ai bordi della carreggiata in posizioni che devono essere tali da risultare visibili agli automobilisti, oppure in postazione mobile su tripode o all'interno dell'auto di pattuglia della forza di polizia che li impiega. Le infrazioni registrate dalle postazioni fisse sono raccolte a intervalli regolari da operatori di polizia che accedono all'apparecchio e ne prelevano i dati, che sono elaborati in ufficio.
I sistemi più avanzati, grazie alla rilevazione di immagini digitali, possono trasmettere in via telematica dati e immagini a un computer centrale, situato ad esempio presso il comando delle forze dell'ordine, ed essere installati su ambedue i lati della strada, così da permettere il posizionamento anche in postazione fissa fra due carreggiate. Per procedere alla contestazione immediata dell'infrazione, l'autovelox può trasmettere le immagini rilevate a una pattuglia posta a valle del punto di rilevazione, mediante un sistema senza fili.
Va notato che gli autovelox definiti "fissi" poiché ospitati all'interno di queste postazioni non sono necessariamente fissi: spesso gli apparati vengono spostati tra una postazione all'altra, lasciando i contenitori vuoti (ovviamente dall'esterno non c'è modo di comprendere se un box effettivamente contiene o meno il dispositivo di rilevazione nel momento in cui si transita nelle vicinanze).

### Apparecchi laser

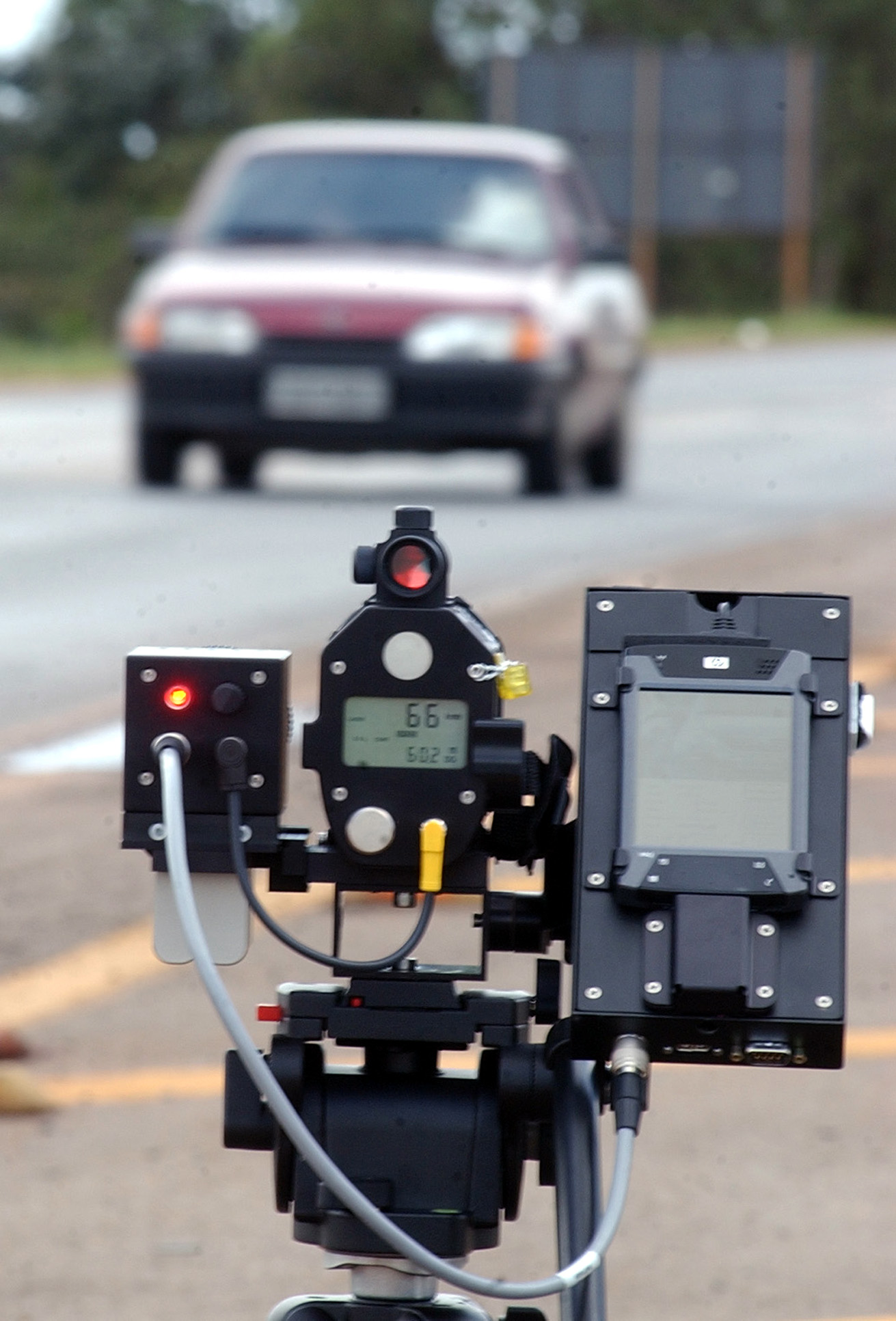
Telelaser dotato di Microdigicam per acquisizione immagini.

Gli apparecchi laser sono solitamente tenuti in mano dall'operatore e puntati sui veicoli dei quali si vuole esaminare la velocità.

#### Telelaser
Per il loro funzionamento viene utilizzato un fascio laser ad alta frequenza, emesso dal telelaser, e un sensore ottico integrato che rileva il segnale di ritorno generato dalla riflessione del laser sulla carrozzeria del veicolo.
Per determinare la velocità si utilizzano due differenti tecniche:
- alcuni strumenti sfruttano l'effetto Doppler, in quanto il fascio laser emesso viene riflesso con una frequenza modificata in funzione della velocità del veicolo puntato;
- altri modelli calcolano invece la velocità dell'automobile derivandola dalla misura della distanza del veicolo, ottenuta dalla formula della cinematica del moto rettilineo uniforme {\displaystyle d=c\ *t}, dove {\displaystyle c} è la velocità della luce e {\displaystyle t} il tempo impiegato dalla luce del laser a percorrere la distanza tra veicolo e rilevatore nelle due direzioni: l'apparato è in grado di misurare la distanza d migliaia di volte al secondo e può dunque, in poche frazioni di secondo, ricavare la velocità del veicolo dalla variazione della distanza misurata nel tempo.

#### TruCam
Telelaser con registrazione video ad alta risoluzione, che permette il rilevamento della velocità e nel caso si verifichi un'infrazione della limitazione della velocità, anche la verifica della violazione di altre regole della circolazione stradale grazie al video registrato, quale uso di telefoni o mancato uso delle cinture di sicurezza, la registrazione video viene garantita anche in condizione atmosferiche o illuminazione non ottimali, grazie all'uso di uno speciale flash a infrarossi, tale sistema genera una prova documentale molto forte e difficilmente contestabile, tale sistema riesce a garantire un rilevamento fino a 320 km/h.

### Apparecchi video

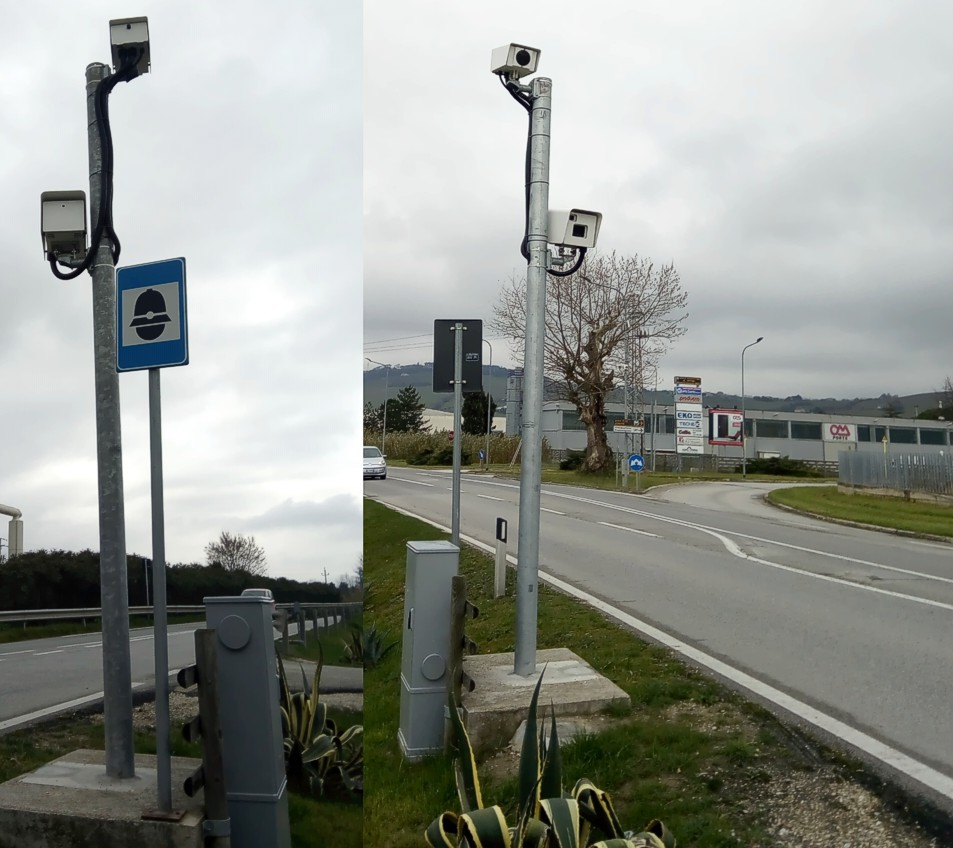
Autostop HD, sistema a camere per il controllo della velocità in entrambi i sensi di marcia.

Un'altra tipologia di velocimetri è quella che elabora le immagini di una telecamera per calcolare la velocità dei veicoli, da non confondere con il SICVE, che invece misura la velocità media lungo un tratto di strada.

#### PASVC

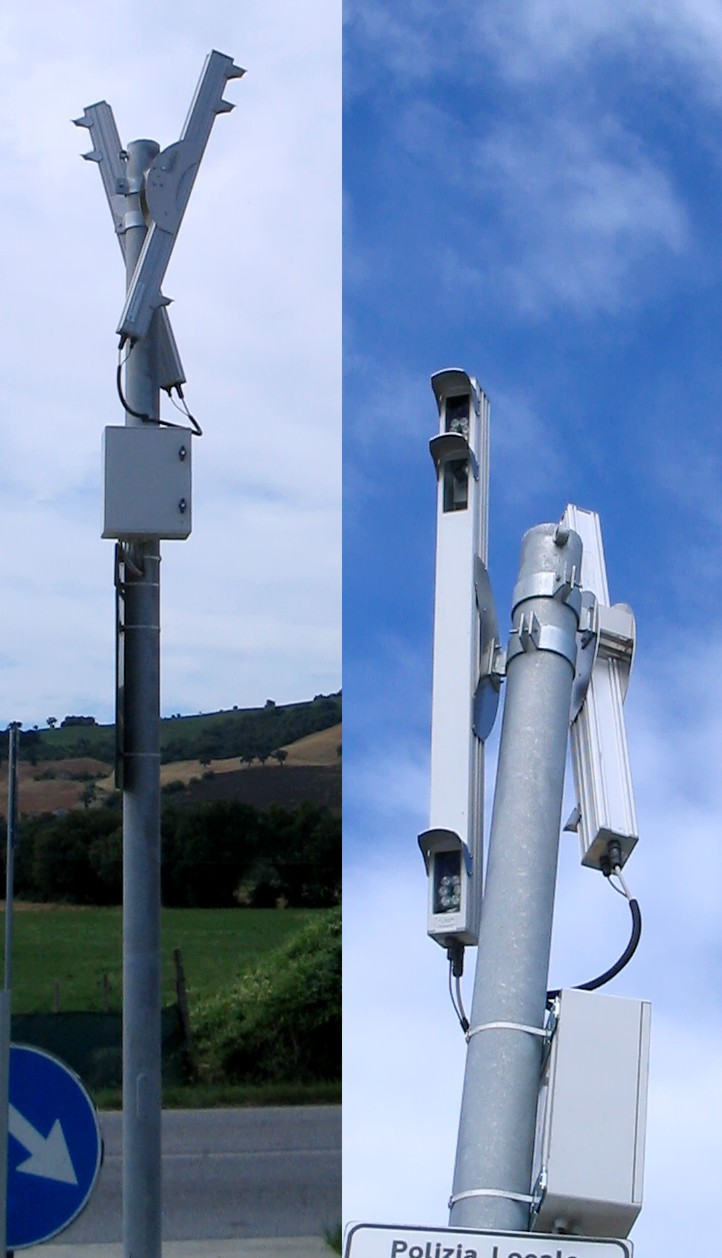
Sistema PASVC in configurazione doppia per il controllo di entrambi i sensi di marcia.

Un dispositivo PASVC (acronimo di Project Automation Speed Video Control) è un rivelatore monodirezionale della velocità istantanea. Le immagini sono riprese da tre telecamere di cui 2 in bianco e nero con infrarossi integrato e una a colori.

#### Da inseguimento
I primi sistemi che utilizzano tale tecnica ha come uso principale a bordo delle auto della Polizia stradale, l'apparecchio rileva la velocità relativa dei veicoli che precedono la pattuglia e la confronta con i dati del tachimetro di bordo, ricavando la velocità effettiva.

### Apparecchi radar
Meno diffusi sono gli apparecchi basati su tecnologia radar. Il velocimetro radar effettua la misurazione della velocità valutando l'eco di un segnale radar emesse a 24 GHz nel campo delle alte frequenze. Si tratta di un dispositivo basato sugli stessi principi dei radar aerei.
Le onde elettromagnetiche emesse sono riflesse dalla carrozzeria del veicolo in movimento e sono misurate dall'autovelox con una frequenza diversa dalla frequenza delle onde emesse dal radar. La frequenza è minore se il veicolo è in allontanamento rispetto all'autovelox e maggiore nel caso contrario, si veda l'effetto Doppler-Fizeau. La differenza di frequenza è la base per il calcolo della velocità da parte del microprocessore.
Questi apparati di controllo della velocità sono diventati nel tempo molto precisi (errore medio 1%) potendo filtrare le frequenze delle onde riflesse da altri ostacoli interposti tra il veicolo e l'autovelox radar. Le onde riflesse che possono influenzare la misura sono quelle riflesse dal suolo e dalle superfici metalliche utilizzate nell'arredo stradale.
Le caratteristiche di un autovelox radar sono:
- campo di misura 3-250 km/h;
- accuratezza, errore medio 1%, massimo 3%;
- utilizzabile in tempo di notte con illuminatore IR;
- riprese posteriori del veicolo e anteriori con software di oscuramento lunotto per preservare la riservatezza degli occupanti;
- applicazione in modalità temporanea o fissa;
- controllo della velocità in modo non invasivo.

In Italia i misuratori di velocità a tecnologia radar, conosciuti come Multanova, furono i primi a essere installati nel nostro Paese fin dagli anni settanta, ma sono stati definitivamente soppiantati dagli Autovelox.

### SICVE o Safety tutor
Il SICVE (Sistema informativo per il controllo della velocità), detto anche Safety tutor, è un dispositivo sviluppato e brevettato da Autostrade per l'Italia e gestito dalla Polizia stradale, che pur rilevando gli eccessi di velocità, si distingue nettamente dai classici autovelox in quanto rileva la velocità media dei veicoli.
Il veicolo in transito, il cui passaggio viene rilevato attraverso due spire annegate nell'asfalto, viene fotografato all'inizio del tratto controllato dal SICVE da apposite fotocamere installate su un "pannello messaggi". Il sistema memorizza la foto, la data e l'ora del passaggio e la targa del veicolo, estrapolata dall'immagine.
All'altezza del punto di controllo finale, il veicolo viene nuovamente fotografato con data e ora. Il sistema associa quindi le due rilevazioni in base alla targa e calcola il tempo impiegato dal veicolo per percorrere il tratto controllato: se la velocità media del veicolo è minore o uguale al limite massimo, le due foto vengono scartate dal sistema; le foto rimanenti sono quelle di chi ha viaggiato a una velocità media superiore al limite.
Attualmente il SICVE è utilizzato in larga parte in Italia sulle autostrade, nelle quali controlla un tratto autostradale tra i 15 e i 20 km. È utilizzato inoltre per il rilevamento della velocità media su un breve tratto della strada provinciale 8 Via del Mare (SP 8) alle porte di Roma. Dal febbraio 2009 è attivo anche sulla Tangenziale di Napoli, su entrambe le carreggiate di marcia tra le uscite di Corso Malta e di Pozzuoli - ove vige il limite di velocità imposto a 80 km/h - e nel tunnel della Secante di Cesena - dove il limite è 90 km/h.
Nella città di Torino un sistema simile viene utilizzato su entrambe le carreggiate di corso Regina Margherita per la rilevazione della velocità istantanea, tramite un sensore per ogni corsia.

## Normativa

### In Italia
La legge italiana prescrive che tutte le postazioni di controllo sulla rete stradale per il rilevamento della velocità devono essere preventivamente segnalate e ben visibili, con l'impiego di cartelli o di dispositivi di segnalazione luminosi.
A differenza di quanto prevedeva la normativa precedente, le disposizioni introdotte dal decreto-legge n. 117/2007 impongono l'obbligo di pre-segnalazione non solo per le postazioni di controllo fisse, ma anche per quelle mobili (i controlli effettuati con il telelaser), perciò anche in caso di contestazione immediata.
Restano esclusi dall'obbligo di presegnalazione soltanto i "dispositivi di rilevamento mobili destinati a misurare in maniera dinamica la velocità" (cioè quelli installati a bordo dei veicoli di servizio).

### Cartelli e segnaletica di preavviso
Il decreto del 15 agosto 2007 impone l'obbligo di preavviso prima di ogni postazione di controllo della velocità e disciplina le modalità di preavviso.
È necessario che il segnale di preavviso sia posizionato a una distanza tale da poter essere visto per tempo e comunque non superiore a 4 km dal luogo di effettivo controllo.
Le distanze minime sono quelle indicate nel regolamento attuativo dell'art. 39 del Codice della strada per i segnali di prescrizione, ovvero 250 metri sulle autostrade e strade extraurbane principali, 150 metri sulle strade extraurbane secondarie e urbane di scorrimento (con velocità superiore a 50 km/h) e 80 metri sulle altre strade.
L'avviso deve poi essere ripetuto dopo ogni intersezione stradale, in modo che tutti i conducenti siano egualmente informati.
Per essere validi, i cartelli di segnalazione del posto di controllo devono riportare una frase chiaramente indicativa della situazione, come "controllo elettronico della velocità" oppure "rilevamento automatico della velocità", e devono essere del colore di fondo proprio del tipo di strada sul quale sono installati (bianco nei centri abitati, blu nei percorsi extraurbani, verde in autostrada).
Tali prescrizioni sono state confermate anche dalla Corte di Cassazione nella sentenza n. 11131 del 13 marzo 2009.
Vi è una circolare del Ministero degli Interni che fissa la distanza minima tra il segnale che fissa il limite di velocità e la postazione di rilievo, sulle strade extra-urbane, in almeno un chilometro. Tuttavia il Decreto ministeriale 282/2017 dopo aver richiamato le disposizioni dell’art. 25, comma 2, della legge n. 120/2010 precisa che la distanza di un chilometro ivi prevista vale solo in caso di controllo a distanza delle violazioni e sulle strade in cui il limite imposto è diverso da quello fissato, in linea generale, per la categoria di strada, ovvero, in particolare, per la categoria di veicolo.

### Approvazione e omologazione
Tutte le apparecchiature in uso devono essere debitamente prima approvate dal Ministero delle Infrastrutture e dei Trasporti e successivamente omologate , al fine di attestare la rispondenza a requisiti minimi di accuratezza di misura della velocità nonché che il modello di apparecchio sia tecnicamente adeguato. Il Codice della strada prevede, in via generale e ove possibile, la contestazione immediata dell'infrazione con alcune eccezioni, fra cui l'accertamento della violazione per mezzo di appositi apparecchi di rilevamento che consentano la determinazione dell'illecito in tempo successivo poiché il veicolo oggetto del rilievo è a distanza dal posto di accertamento o comunque nell'impossibilità di essere fermato in tempo utile o nei modi regolamentari. Qualora l'accertamento avvenga su alcuni tipi di strade e mediante rilievo con apparecchiature approvate per il funzionamento in modo completamente automatico, in postazione fissa, non è nemmeno necessaria la presenza degli organi di Polizia stradale.
In tema di taratura delle apparecchiature per il rilevamento della velocità, la Corte Costituzionale con la sentenza n. 113/2015 ha dichiarato l’illegittimità costituzionale dell’art. 45, comma 6, del Codice della Strada, “nella parte in cui non prevede che tutte le apparecchiature impiegate per l’accertamento delle violazioni dei limiti di velocità siano sottoposte a verifiche periodiche di funzionalità e di taratura”. La sentenza della Corte Costituzionale estende l’obbligo di taratura periodica anche degli autovelox mobili al fine di garantire una maggiore attendibilità della rilevazione.
La dichiarazione di conformità dell'apparecchiatura rilasciata dal costruttore, la relazione di installazione redatta dall'impresa che ha eseguita tale attività, nonché il rapporto di taratura emesso dal laboratorio che l'ha verificata (sul posto), devono essere resi disponibili a chi abbia commesso l'infrazione rilevata con il sistema. Il rapporto di taratura deve esplicitamente riportare l'accettabilità dei valori rispetto alla specifica di legge (elemento indispensabile dato che l'accuratezza e la precisione della misurazione determinano il risultato del confronto con i limiti di velocità del tratto stradale interessato e, soprattutto, la relativa tolleranza).
L'approvazione e taratura dell'apparecchio sono procedure diverse dall'omologazione del modello di apparecchio, svolte con finalità diverse.

### Sentenza Cassazione illegittimità
La Corte di cassazione, attraverso l'ordinanza 10505/2024 del 18 aprile 2024, ha dichiarato che sono nulle le sanzioni elevate dalle apparecchiature approvate dal Mit ma non omologate dal Mise.
In pratica, l'approvazione e la taratura sono procedure diverse da quella di omologazione, anch'essa esplicitamente e specificatamente richiesta dalla legge e comunque di responsabilità di un ministero diverso da quello che approva l'apparecchio (l'approvazione non è una validazione tecnica come l'omologazione ma un semplice via libera amministrativo).
Nel frattempo il ministero competente ha prima emesso in bozza e poi ritirato un decreto per sanare la questione della mancata omologazione della gran parte delle apparecchiature installate. Questo anche perché, successivamente alla sentenza citata, sono pervenuti alle amministrazioni responsabili dei tratti stradali una enorme mole di ricorsi e alcune hanno deciso di spegnere gli impianti sino a quando la carenza legislativa non sarà colmata.

### Sanzioni
Sanzioni in vigore dal 1º gennaio 2011 con l'attuazione del D.M. 22/12/2010:
All'atto della rilevazione, è necessario decurtare dalla velocità rilevata una tolleranza pari al 5% della velocità rilevata (non inferiore a 5 km/h). Se la velocità risultante eccede il limite vigente sulla strada, si applicano le seguenti sanzioni (art 142):
- per chi supera il limite massimo di non oltre 10 km/h, sanzione amministrativa da 39 e 159 € e nessuna decurtazione dei punti dalla patente di guida.
- per chi supera il limite massimo di oltre 10 km/h, ma non di oltre 40 km/h, sanzione amministrativa da 159 a 639 € e decurtazione di 3 punti patente.
- per chi supera il limite massimo di oltre 40 km/h, ma non di oltre 60 km/h,sanzione amministrativa da 500 a 2.000 €, decurtazione di 10 punti patente nonché ritiro e sospensione della stessa da 1 a 3 mesi con il provvedimento di inibizione alla guida del veicolo, nella fascia oraria che va dalle ore 22 alle ore 7 del mattino, per i 3 mesi successivi alla restituzione della patente di guida (identica la sanzione in caso di conducente neopatentato).
- per chi supera il limite massimo di oltre 60 km/h, sanzione amministrativa da 779 a 3.119 €, decurtazione di 10 punti patente nonché ritiro e sospensione della stessa da 6 a 12 mesi (in caso di conducente neopatentato sospensione da 6 a 12 mesi).

I punti decurtati dalla patente sono raddoppiati nel caso in cui il titolare l'abbia conseguita da meno di 3 anni.
Per tutti i conducenti di veicoli indicati alle lettere b), e), f), g), h), i) e l) del comma 3 dell'art. 142 la sanzione è raddoppiata (art. 142, c. 11).
Per tutte le sanzioni pecuniarie citate è sempre ammesso il pagamento in misura ridotta del minimo edittale (la sanzione minima indicata).
Per quanto riguarda la durata della sanzione accessoria (sospensione della patente di guida), dipenderà dalla gravità e delle conseguenze dell'infrazione commessa ed è a discrezione del prefetto (solitamente il minimo in assenza di precedenti).
Con la riforma del Codice della Strada del 2024 sono previste multe da 173 a 694 euro per chi supera il limite massimo dai 10 a 40 km/orari. Se la violazione avviene in un centro abitato e viene ripetuta almeno due volte in un anno, la multa aumenta (220-880 euro) e può comportare la sospensione della patente da 15 a 30 giorni.

### Fondo contro l'incidentalità notturna
Il D.L. n. 117/07, convertito nella legge n. 160/07, ha istituito il fondo contro l'incidentalità notturna finanziato dallo Stato con 500.000 euro l'anno per il triennio 2007/2009, dedicato a finanziare le attività di contrasto dell'incidentalità notturna (acquisto materiali e attrezzature, finanziamento campagne informative, ecc.).
Originariamente, quindi dall'ottobre 2007, era previsto che a tale fondo confluissero le multe extra di 200 euro che si andavano ad aggiungere a quelle previste per la guida sotto l'effetto dell'alcol, degli stupefacenti e del superamento dei limiti di velocità, quando le violazioni erano commesse dopo le ore 20 e prima delle ore 7.
Dall'8 agosto 2009 il meccanismo è cambiato leggermente: la multa aggiuntiva non è più fissa ma è applicabile nella misura di un terzo di quella originale prevista per la specifica violazione, dopo le ore 22 e prima delle ore 7.

### Decreto interministeriale dell'11 giugno 2024
L'11 giugno 2024 è stato pubblicato in Gazzetta Ufficiale il decreto interministeriale dei ministeri delle Infrastrutture e dei Trasporti e dell’Interno  sulle “Modalità di collocazione e uso dei dispositivi o mezzi tecnici di controllo, finalizzati al rilevamento a distanza delle violazioni delle norme di comportamento di cui all’art. 142 del decreto-legge 285 del 1992”.
Il decreto vieta l'installazione degli autovelox laddove il limite di velocità è inferiore ai 50 km orari oppure è inferiore di 20 km al limite ordinario e generalizzato previsto per quel tratto di strada (ad esempio nell'extraurbane principali, dove limite e generalizzato è di 110 km orari, l'autovelox può essere installato solo se il limite di velocità è superiore ad almeno 90 km orari). Il decreto Inoltre impone una distanza minima fra due autovelox consecutivi a seconda del tipo di strada e una distanza minima tra il segnale di preavviso e il dispositivo di controllo della velocità.
Il decreto 2024, che aggiorna la regolamentazione sugli autovelox, è stato esplicitamente presentato dal Mit "decreto contro le multe selvagge", nonché fortemente voluto dal ministro Matteo Salvini .

## Critiche
Le critiche più frequenti relative all'uso dei controlli elettronici della velocità e di altre infrazioni al codice stradale sostengono che non ne verrebbe fatto un uso di tipo deterrente ma esclusivamente repressivo, portando l'argomento all'attenzione del dibattito politico nel 2024, quando sono state introdotte nuove e più stringenti regolamentazioni sull'uso degli apparecchi nonostante critiche e proteste di numerose associazioni di parenti di vittime della strada.
Nelle critiche espresse da alcune riviste e quotidiani del settore si contesta a volte il posizionamento di questi strumenti (in punti ritenuti più "remunerativi" per gli enti locali) e il fatto che verrebbero posizionati in punti non facilmente individuabili dall'automobilista.

## Dispositivianti-autovelox
Esistono pratiche legali e illegali per rilevare la presenza degli autovelox o, addirittura, per disturbarne il funzionamento. Le più diffuse sono:
- Mappa degli autovelox: in Italia è nota la posizione di molti autovelox, perché ogni anno riviste e siti web relativi al mondo automobilistico pubblicano legalmente mappe aggiornate dei dispositivi di rilevamento. Le informazioni possono essere integrate nei software per i navigatori satellitari, in modo da poter rilevare e segnalare all'automobilista la loro presenza con un congruo anticipo. Alcuni navigatori satellitari sono già provvisti di tali mappe oppure prevedono l'installazione di tali mappe vendute separatamente.[23] La Polizia di Stato rilascia settimanalmente un elenco degli autovelox fissi e delle possibili postazioni mobili.
- Dispositivi di rilevamento (AVX): questi dispositivi tentano di rilevare la presenza degli autovelox esaminando le frequenze radio utilizzate dai vari modelli radar o laser per avvertire in tempo l'utente. In Italia questi dispositivi sono espressamente vietati dalla legge[24].
- Dispositivi anti-autovelox: sono dispositivi molto sofisticati, in grado di disturbare ed ingannare l'apparecchio durante il rilevamento. Sono efficaci per molti modelli di autovelox, con l'eccezione di quelli a video e il SICVE. Il più popolare negli Stati Uniti è l'anti-telelaser: una volta rilevata la presenza di un telelaser, esso emette un contro-impulso laser che acceca l'apparecchio e gli fa produrre una lettura falsata. Dal proprio canto, il telelaser è in grado di rilevare e segnalare all'operatore quando la misurazione viene alterata in questa maniera. In Italia questi dispositivi sono espressamente vietati dalla legge[24] (mentre i dispositivi di rilevamento degli autovelox diretti alla sola segnalazione delle postazioni, anche attraverso l’indicazione da parte degli utilizzatori appartenenti alla “community” della dislocazione dei dispositivi, sono perfettamente legali[25]) in altre parti del mondo come, ad esempio, in alcuni stati degli USA [26] sono liberamente in commercio.